# 新発田西公園
新発田西公園（しばたにしこうえん）は、新潟県新発田市にある公園である。

## 概要

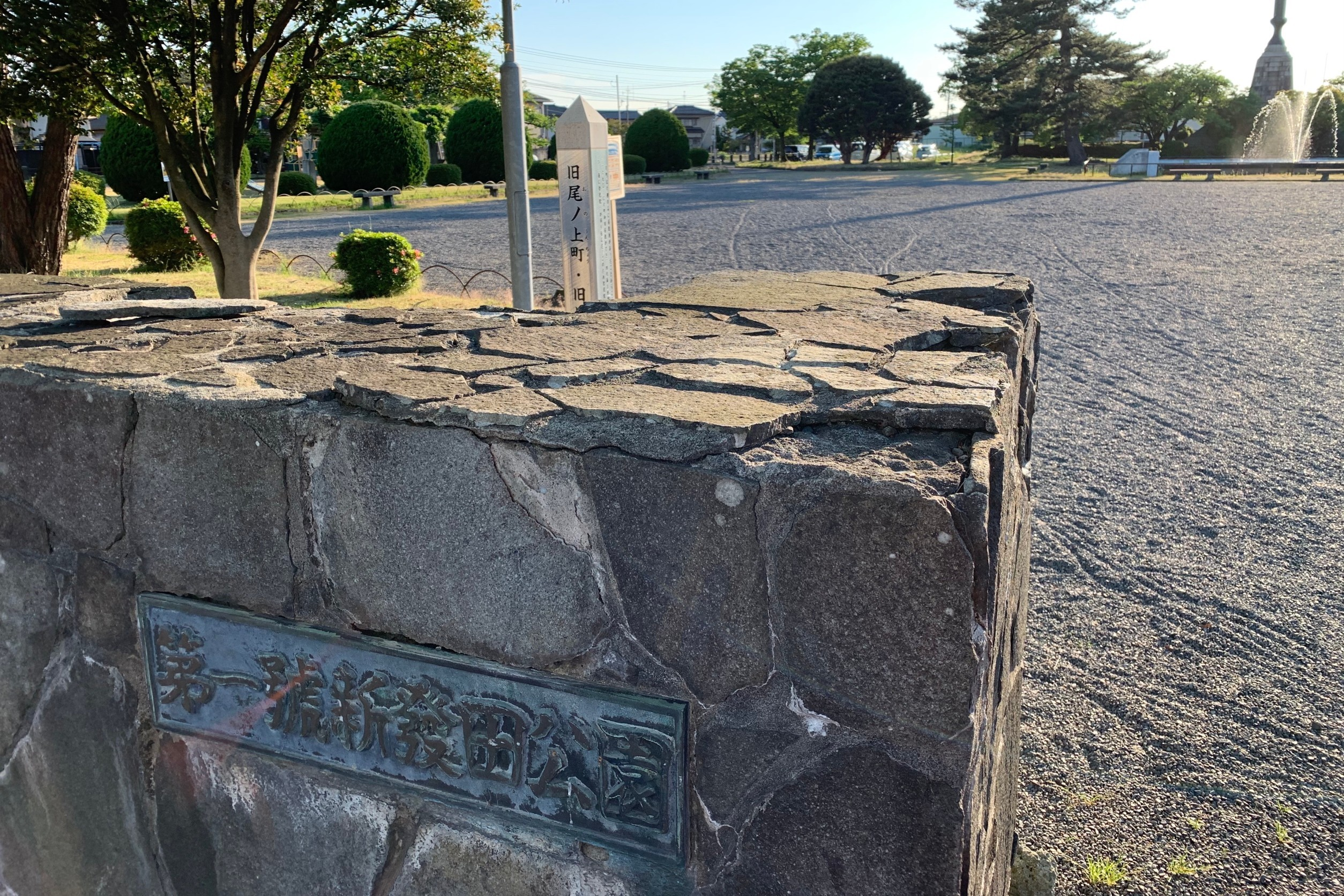
「第一號新發田公園」の表記が見られる（2020年5月）

市の中心地にある公園で新発田市民の憩いの場であり、春には桜の名所となる。また旧陸軍新発田歩兵第16連隊駐屯地（現陸上自衛隊新発田駐屯地）が隣接していたため幾つもの慰霊碑があり、平和への祈願を想う公園となっている。

## 施設
- 越佐戦没者納骨堂
- 慰霊塔・碑
  - 越佐招魂碑（剣の刃を形どっている碑）
  - 日露戦没忠霊塔
  - シベリア出兵戦没者残骨灰埋葬地
  - 合同忠霊塔
  - ガタルカナル島戦記念碑（この碑の石はガダルカナル島より運んできたもの）
  - ビルマ戦慰霊平和塔

戦後新発田に進駐軍が入った際に園内の慰霊塔・碑の取り壊し撤去を要求されたが、当時の町会議員大竹金吾氏の努力により免れた。よって今もなお当時のままの完全な形で保存されている。
- テニスコート（第19回新潟国体（昭和39年）開催時にはバレーボール会場として使用された）
- 子供遊技場
- 動物舎（かつては猿や孔雀、ヤギなどが飼育されていたが、現在は撤去された)

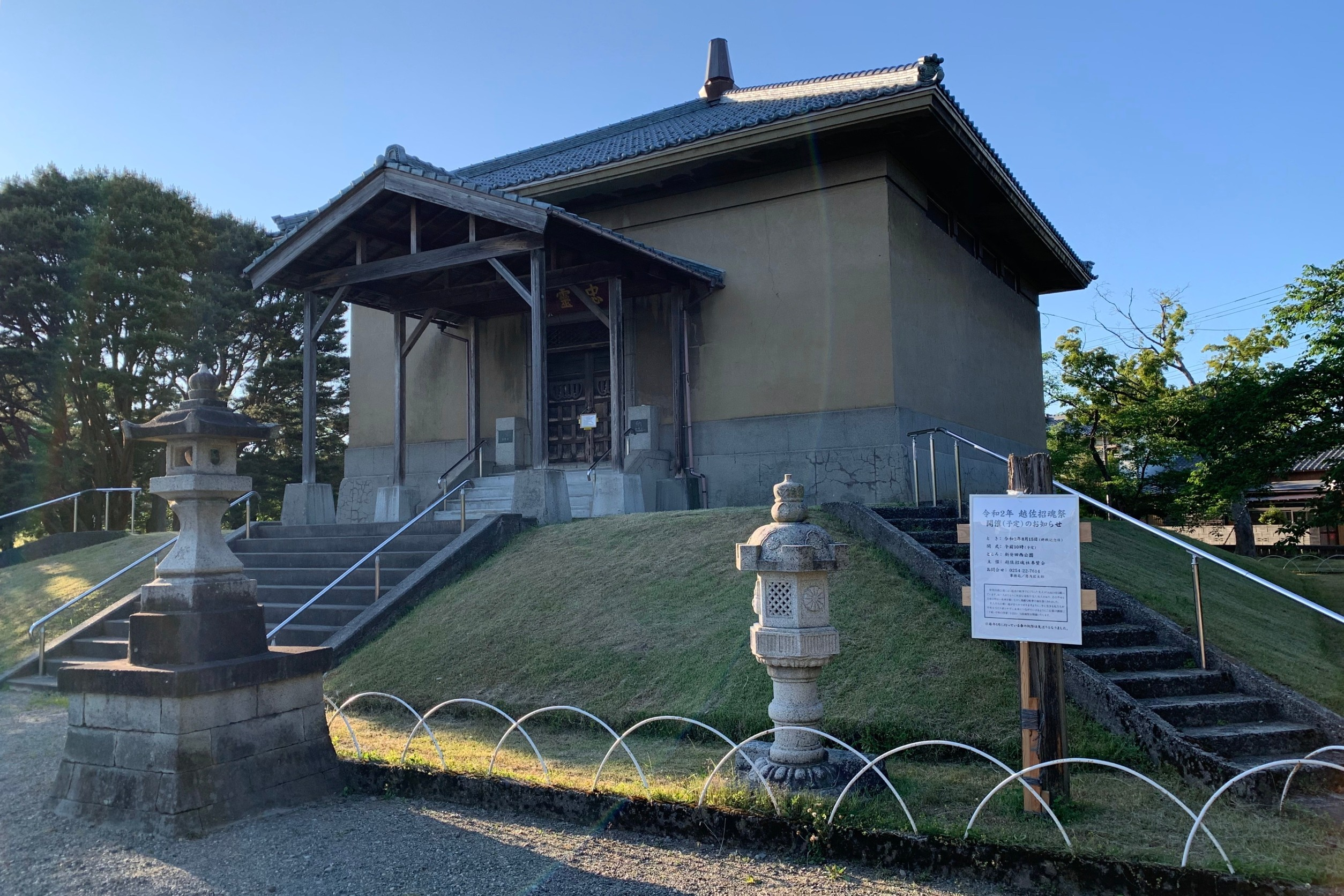
越佐戦没者納骨堂
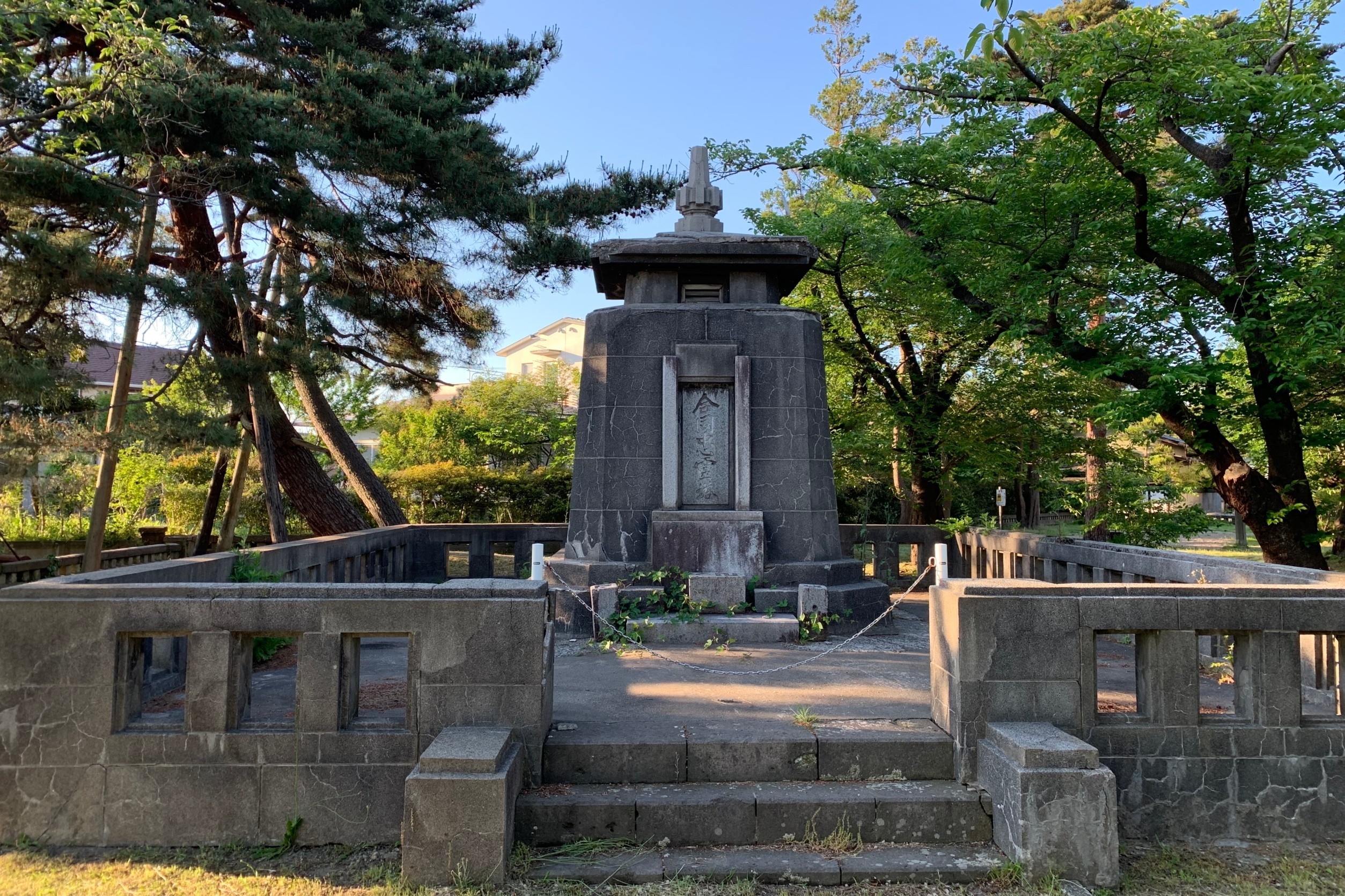
合同忠霊碑

## 催し
毎年5月3日、4日（出征・門出の日）に戦没者の霊を慰める招魂祭が行われる。